# Wereldeconomie
De wereldeconomie is het geheel van economische betrekkingen tussen de landen van de wereld. De wereldeconomie betreft niet alleen een optelsom van alle nationale economieën, maar ook hun onderlinge interactie. Deze wereldwijde interactie is pas echt mogelijk geworden door de technologische vernieuwingen van de moderne tijd.

## Geschiedenis
| Jaar                               | Bevolking | Bbp   | Bbp per capita | Export |
| ---------------------------------- | --------- | ----- | -------------- | ------ |
| 0 - 1000                           | 0,02%     | 0,01% | 0,00%          |        |
| 1000 - 1500                        | 0,10%     | 0,15% | 0,05%          |        |
| 1500 - 1820                        | 0,27%     | 0,32% | 0,05%          |        |
| 1820 - 1870                        | 0,40%     | 0,93% | 0,53%          |        |
| 1870 - 1913 (liberale tijdperk)    | 0,80%     | 2,11% | 1,30%          | 3,40%  |
| 1913 - 1950                        | 0,93%     | 1,85% | 0,91%          | 0,90%  |
| 1950 - 1973 (gouden tijdperk)      | 1,92%     | 4,91% | 2,93%          | 7,88%  |
| 1973 - 1998 (neoliberale tijdperk) | 1,66%     | 3,01% | 1,33%          | 5,07%  |

Hoewel er al voor de vijftiende eeuw contacten waren tussen de verschillende beschavingen, ontstond pas vanaf het tijdperk van de grote ontdekkingen een wereldeconomie waarbij alle economieën steeds intensiever met elkaar in contact stonden. Door Braudel werden de eerdere betrekkingen aangeduid als wereld-economieën met koppelteken om aan te geven dat deze niet de gehele wereld omspanden, maar economisch autonome delen van de wereld waren.

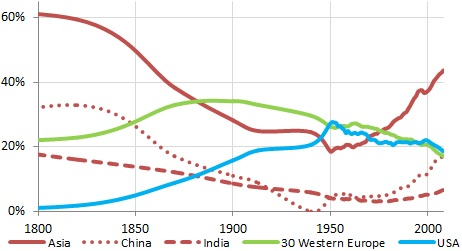
De industriële revolutie veranderde de economische verhoudingen drastisch. Meer dan een eeuw zou Azië niet meer de grootste economie zijn.

Hoewel Europa vanaf de elfde eeuw bezig was aan een inhaalslag, bleef China als eerste markteconomie tot 1800 de grootste economie. Aan het begin van de negentiende eeuw nam China dan ook nog ongeveer een derde van de wereldeconomie voor zijn rekening en Azië in zijn geheel ongeveer 60%. Economische groei werd eerder voornamelijk veroorzaakt door bevolkingsgroei. Hoewel de economische groei gedurende de Vroegmoderne Tijd met minder dan 0,25% per jaar naar de huidige maatstaven laag was, lag dit aanmerkelijk hoger dan in de voorgaande periodes.
De industriële revolutie bracht in Europa een grote verandering teweeg. Het gebruik van fossiele brandstoffen doorbrak voor het eerst werkelijk de beperkingen van energieopwekking. De nieuwe technologieën op het gebied van transport en communicatie maakten voor het eerst een wereldomvattende economie mogelijk. Het had ook een economische groei tot gevolg die groter was dan ooit. Tussen 1870 en 1913 groeide de economie met 2-2,5% per jaar, drie keer meer dan in de vijftig jaar daarvoor en zes tot acht keer meer dan in de periode 1500-1800. Inkomens stegen sterker dan ooit, maar dit was wel beperkt tot de geïndustrialiseerde landen. De economieën van de industrialiserende en de niet-industrialiserende landen groeiden daarna sterk uiteen, ook wel aangeduid als de Great Divergence. Twee wereldoorlogen en de Grote Depressie maakten een einde aan deze periode van groeiende economie en wereldhandel. Met de Eerste Wereldoorlog kwam een einde aan de periode van vrijhandel en er werden opnieuw handelsbelemmeringen ingevoerd. De opmars van de mondialisering kwam tot staan en na de oorlog werkte het streven naar zelfvoorziening remmend op de groei van de internationale handel.
Na de Tweede Wereldoorlog kwam de laatste grote ommezwaai. De tweede helft van de twintigste eeuw was een lange periode van hoogconjunctuur. Tussen 1950 en 1998 werd de wereldeconomie zesmaal zo groot. Hoewel velen niet beter wisten, was er nooit eerder een dergelijke economische groei geweest. Dit was mogelijk door de bevolkingsgroei, de beschikking over goedkope energie en de vooruitgang in de wetenschap en technologie die al eerder was begonnen. Bretton Woods lag aan de basis van de economische stabiliteit waardoor bedrijven zich wereldwijd konden vestigen. Met het wegvallen van de bilaterale koloniale handelsbetrekkingen lag de weg vrij voor vrijhandel, wat de economische groei versterkte. De economische politiek van laisser faire werd grotendeels verlaten en vervangen door een keynesiaanse begrotingspolitiek waarbij de overheid de economie stuurde met het fiscale beleid. Hiermee moesten wereldwijde recessies gedempt worden om een herhaling van de Grote Depressie en de daaropvolgende oorlog te voorkomen. Voor de westerse landen en Japan lag het hoogtepunt van de groei tussen 1950 en 1973. Na dit gouden tijdperk of trente glorieuses vlakte de groei in de westerse landen af.
Daarbij was sprake van vier grote schokken. De eerste was tijdens de jaren zeventig van de twintigste eeuw. Inflatie nam sterk toe, het systeem van Bretton Woods werd verlaten en tijdens de oliecrisis van 1973 wist de OPEC de olieprijs sterk te laten stijgen. Waar verminderde economische groei normaal gesproken gepaard zou moeten gaan met deflatie was er nu sprake van inflatie, zogenaamde stagflatie.

In de jaren tachtig ontstond de Latijns-Amerikaanse schuldencrisis nadat deze landen hun buitenlandse schulden niet meer konden betalen. De jaren tachtig waren voor Latijns-Amerika een verloren decennium, maar ook Japan kende in de jaren negentig een verloren decennium. De Japanse economische crisis volgde op een ongekende hausse van vastgoed- en aandelenprijzen en had een lange periode van deflatie tot gevolg.

De vierde crisis kwam met het uiteenvallen van de Sovjet-Unie. De plotselinge overgang naar een markteconomie pakte desastreus uit met een gemiddelde daling van het inkomen van 40% tussen 1990 en 1998. Ondanks deze crises stortte de wereldhandel niet in en bleek het liberale economische systeem opmerkelijk robuust.
Azië zag vanaf de jaren zeventig juist een versterkte groei en een wederopstanding na ruim vier eeuwen van stagnatie. Aanvankelijke ontwikkelingslanden Singapore, Hong Kong, Taiwan en Zuid-Korea wisten zelfs op te klimmen tot een inkomensniveau dat vergelijkbaar is met Europa.
Dat deze inhaalslag niet overal gemaakt kan worden, blijkt vooral in Afrika. Tot 1980 groeiden de inkomens nog op een redelijk niveau, maar daarna trad een stagnatie op. Dit is onder meer te wijten aan een explosieve bevolkingsgroei, een gebrek aan politieke stabiliteit, een gering opleidings- en gezondheidsniveau en een hoge schuldenlast.
De nieuwe economie leek een periode in te luiden van opnieuw grote economische groei, maar deze verwachtingen bleken vooralsnog te optimistisch; in 2007 deed de kredietcrisis haar intrede, waardoor vooral de westerse wereld werd getroffen.

## Voorwaarden
Voorwaarden voor deelname van een land aan de wereldeconomie zijn onder meer gunstige klimatologische omstandigheden die het toelaten om lokale overschotten te produceren door specialisatie en arbeidsverdeling en een afzetmarkt om goederen en diensten te kunnen verkopen. Om deze te kunnen transporteren moeten de geografische omstandigheden en de infrastructuur en transportmiddelen toereikend zijn. Het schrift en het talstelsel vereenvoudigden de organisatie van dit alles doordat het mogelijk werd om afspraken en boodschappen vast te leggen. Naast wetgeving betekende ook de invoering van een geldeconomie een belangrijke stimulans voor de langeafstandshandel. Van groot belang is ook het politieke en ideologische klimaat ten opzichte van handel en de bestaande machtsblokken. Ten slotte zijn voldoende energie en informatie over de markt belangrijke factoren.

## Langetermijnbeweging
Kondratieff ontwikkelde het systeem om de wereldeconomie te beschrijven in termen van lange golven, waarbij elke golf een lengte van ongeveer 50 jaar heeft. Schumpeter noemde deze golven de Kondratieff-golven. Hij zag het proces van creatieve destructie als de bron van economische groei. De Kondratieff-golven konden worden verklaard door deze technische innovaties; de economische opleving die werd vertegenwoordigd door de eerste golf hing samen met de opkomst van stoomtechnieken (1790-1813), de opleving die bij de tweede golf hoorde met de aanleg van spoorwegen (1844-1874), en de opleving die de derde golf kenmerkte met de introductie van de auto en elektriciteit (1895-1914/16).